# Giuseppe Torelli
Giuseppe Torelli, född 22 april 1658 i Verona, Italien, död 8 februari 1709 i Bologna, var en italiensk violinist, violinpedagog och kompositör. 

## Biografi
Giuseppe Torelli räknas tillsammans med Arcangelo Corelli som en av de främsta utvecklarna av barockkonserten och concerto grosso.
Giuseppe är känd såväl för sina bidrag till utvecklandet av instrumentalkonserten, speciellt concerti grossi och solokonserterna för stråkar och continuo, som för att vara den främsta barockkompositören för trumpet. Han anses av många som den främsta italienske kompositören och violinisten genom tiderna.
Giuseppe Torelli föddes i Verona. Man vet inte med säkerhet för vem han studerade violin men en teori säger att han var elev hos kompositören Giacomo Antonio Perti i Bologna. Den 27 juni 1684, vid 26 års ålder, blev han medlem i Accademia Filarmonica som ”suonatore di violin”. Han var chef för ”capella” vid San Petronio-katedralen i Bologna 1686 till 1695. Tre år senare, 1698, tillträdde han tjänsten som konsertmästare vid Georg Friedrich II:s hov i Brandenburg-Ansbach där han i december 1699 presenterade ett oratorium. År 1701 återvände Giuseppe till Bologna för att bli violinst i ”cappella musicale” i San Petrino. 
Hans originalpartitur finns bevarade i arkiven i San Petrino. Giuseppes bror, Felice Torelli, en föga känd konstnär, var grundare av Accademia Clementina. Den mest kända av Giuseppes elever var Francesco Manfredini.